# Phyllorhiza pacifica
Phyllorhiza pacifica är en manetart som först beskrevs av S.F. Light 1921.  Phyllorhiza pacifica ingår i släktet Phyllorhiza och familjen Mastigiidae. Inga underarter finns listade i Catalogue of Life.